# Jens-Otto Paludan
Jens-Otto Paludan (født 18. juli 1963) var CEO for Universal Music i Danmark i perioden 1994 til 2007. 

Paludan blev i 1990 uddannet som cand.merc. fra Copenhagen Business School. Hans uddannelse førte til en stilling som marketingchef på Forlaget MIX, hvor han havde ansvaret for marketing på musik og ungdomsbladet MIX. Fra MIX kom han direkte til MCA Music Entertainment som CEO og startede således selskabet op fra bunden, og blev i 2000 udnævnt til CEO for Universal Music Denmark efter opkøbet af PolyGram.
Jens-Otto Paludan stod således bag den største danske musiksensation nogensinde - Aqua - som solgte 14+ mio. albums og 10 mio. singler worldwide.  Herudover havde han yderligere stor international succes med Safri Duo, Junior Senior,  Barcode Brothers, DJ Encore m.fl. og er derfor den danske pladeselskabs executive, som har solgt flest plader med danske kunstnere udenfor Danmark nogensinde.
Efter perioden i Universal Music har Paludan arbejdet som selvstændig og har lavet bestyrelsesarbejde. Han var således co-founder af webbureauet Reload! A/S i 2008 og er stadigvæk medejer og bestyrelsesformand. Herudover har han drevet managementselskab i perioden 2008 til 2013 og repræsenterede eksklusivt bl.a. Casper Christensen, Andreas Bo og Pernille Rosendahl. I denne forbindelse var han producent på stand-up showet Nu Som Mennesker” med Casper Christensen / Frank Hvam, og var producent på showet Plagiat med Andreas Bo.
I 2011 var han co-founder af modeportalen anywear som i 2015 er blevet solgt til det Bonnier-ejede selskab Forlaget Benjamin Media fsva. de skandinaviske rettigheder.
I perioden 2008-2012 var Paludan medlem af Det Kongelige Teaters bestyrelse (den danske nationalscene for Opera/Ballet/Skuespil). Han har endvidere været i bestyrelsen for artFREQ siden 2008 og sad i bestyrelsen for IFPI i perioden 1999-2005 og som formand 2005-2007, i bestyrelsen for Gramex i 2006 og som formand i 2007, i bestyrelsen for MXD i perioden 2005-2007 og i bestyrelsen for GDC i perioden 1995-2002 og som formand 2002-2004.
Jens-Otto har endeligt haft 2 små filmroller, den ene ifm. TV-udgaven af showet Nu Som Mennesker, og senest som sig selv i Klovn Forever.